# La contadina in corte
La contadina in corte (título original en italiano; en español La campesina en la corte) es una ópera bufa en dos actos con música de Antonio Sacchini y libreto de Niccolò Tassi. Se estrenó en el Teatro Valle de Roma durante el Carnaval de 1765. 
Fue una ópera popular en la época de su primera representación: para los años 80 ya se había representado más de veinte veces en ciudades tan distintas como Roma y Varsovia. La obra original de Sacchini es un intermezzo con 4 papeles. 
Hubo una reposición en el Teatro Verdi de Sassari en Cerdeña en 1991, dirigida por Gabriele Catalucci y Gianni Marras. Fue grabada (véase abajo).

## Personajes
| Personaje | Tesitura         | Reparto del estreno, carnaval de 1765 (Director:) |
| --------- | ---------------- | ------------------------------------------------- |
| Tancia    | soprano castrato | Giovanni Ripa                                     |
| Sandrina  | soprano castrato | Venanzio Rauzzini                                 |
| Ruggiero  | tenor            | Antonio Boscoli                                   |
| Berto     | bajo             | Nicodemo Calcina                                  |

## Grabaciones
Sacchini: La contadina in corte  - Orquesta Sinfónica de Sassari 
- Director: Gabriele Catalucci
- Principales cantantes: Cinzia Forte, Susanna Rigacci, Ernesto Palacio, Giorgio Gatti
- Publicado en 1994
- Sello discográfico: Bongiovanni -  (CD)